# Solitanea erichi
Solitanea erichi là một loài bướm đêm trong họ Geometridae.